# Jinja (Uganda)

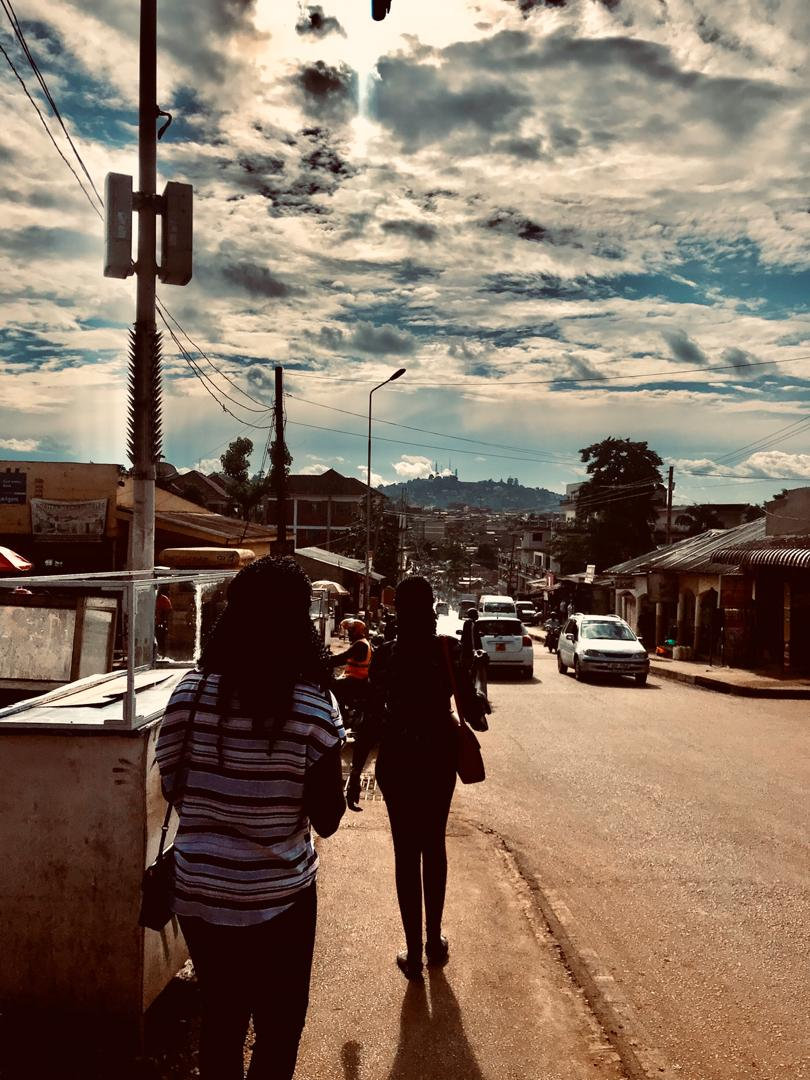
Calle en Jinja

 Jinja  es una ciudad de Uganda capital del Distrito del mismo nombre.
La ciudad tiene 93.060 habitantes (2005), está situada en la región sureste del país a orillas del Lago Victoria, y ha crecido como un centro deportivo y pesquero. Actualmente también se han desarrollado algunas industrias que operan dentro de los entornos de la alimentación y el textil.
En 1954 se inauguraron la Central eléctrica de Nalubaale que se alimenta de la toma de las cascadas Owen que amplió de una forma artificial el Lago Victoria, sumergiendo las cascadas Ripon que desde su descubrimiento por John Hanning Speke el 1862 fueron consideradas las fuentes del río Nilo.

## Actuaciones de éxito
A través de WIEGO, y en colaboración con Nurturing Uganda, se ha desarrollado un proyecto que está permitiendo que las mujeres de Jinja puedan autosostenerse y lograr pagar la educación para sus hijos.